# Bergsport

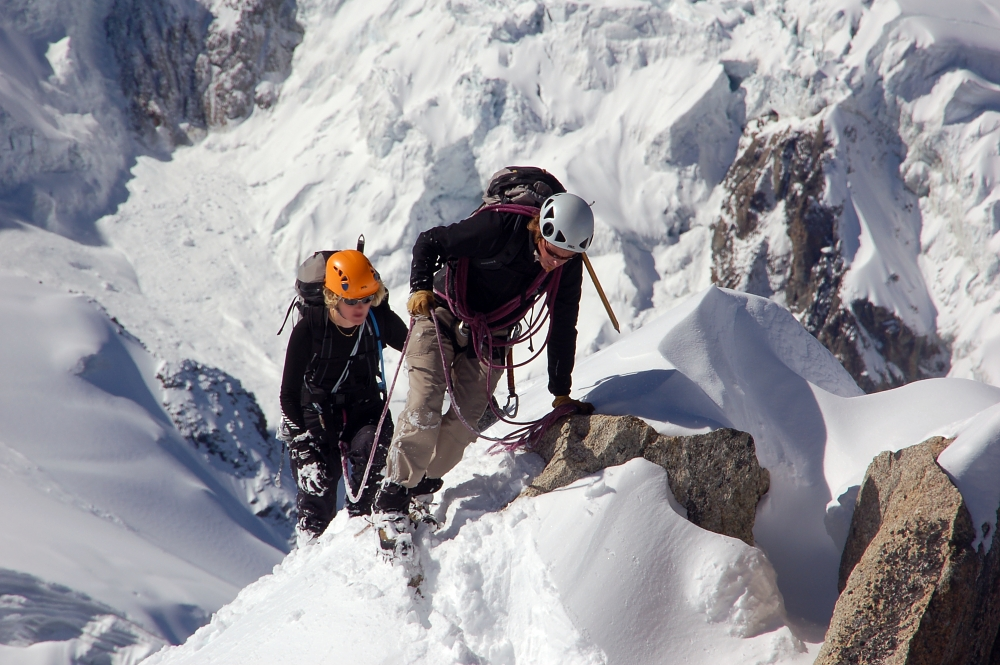
Bergbeklimmers op de Aiguille du Midi

Bergsport vindt plaats in de bergen. Het weer kan hier sneller omslaan dan in vlakke gebieden en men is vaak ver van de bewoonde wereld. Daarom heeft een bergsporter vaak bagage, met daarin kleding voor verschillende weersomstandigheden, bescherming tegen de zon, voedsel en te drinken. Er zijn verschillende takken van bergsport, waarbij - afhankelijk van de activiteit - meer hulpmiddelen noodzakelijk kunnen zijn:
- Bergwandelen is rondtrekken langs gebaande en ongebaande paden in de bergen, waarbij doorgaans niet de armen en handen voor de voortbeweging worden gebruikt. Dit vergt een goede lichamelijke conditie, kennis van het weer en oriëntatie en de juiste uitrusting (zoals schoeisel en aangepaste kleding voor verschillende weersomstandigheden). Wanneer behalve op vaste rotsen over steile sneeuwvelden of gletsjers wordt gelopen is kennis van de specifieke gevaren (uitglijden, wegzakken in verborgen spleten) en training in veilige manieren van voortbewegen en reddingstechnieken noodzakelijk.
- Bij de klimsport beweegt men zich langs steile routes in de bergenen ligt de nadruk op het verticale stijgen. Daarbij worden de armen en handen voor de voortbeweging gebruikt en is de kracht in handen en vingers belangrijk. Deze tak van sport kan uit veiligheidsoogpunt niet zonder training of voorbereiding worden beoefend. Hierbij kan onderscheid gemaakt worden tussen rotsklimmen en ijsklimmen.
- Toerskiën is de derde tak van de bergsport, waarbij het goed kunnen skiën als extra vaardigheid is vereist. Bij toerskiën wordt geen gebruik gemaakt van skiliften. Omdat toerskiërs zelf de berg omhooglopen, moeten zij een zeer goed uithoudingsvermogen hebben. Bij het stijgen doen de skiërs stijgvellen onder hun ski's, waardoor zij tegen de berg kunnen oplopen. Het afdalen gaat net als normaal skiën.